# Ayden Toovey
Pour les articles homonymes, voir Toovey.
Ayden Toovey, né le 8 novembre 1995 à Mudgee, est un coureur cycliste australien.

## Palmarès
- 2013
  - 3e du Grand Prix Rüebliland
- 2014
  - 5e étape du Tour of the Murray River
- 2016
  - 6e étape du Tour of America's Dairyland
  - 1re étape du Tour de Southland
  - 2e de la Melbourne to Warrnambool Classic
  - 3e du Tour de White Rock
- 2017
  - 3e étape du Tulsa Tough
  - 7e étape du Tour of America's Dairyland
  - 3e du championnat d'Australie du critérium espoirs
  - 3e de la Grafton to Inverell Classic
  - 3e du Tulsa Tough
- 2018
  - Battle Recharge :
    - Classement général
    - 4e étape

  - Tour of the Great South Coast :
    - Classement général
    - 2e étape

  - National Capital Tour :
    - Classement général
    - 1re (contre-la-montre) et 3e étapes

  - 3e de l'Amy's Otway Tour
  - 3e du National Road Series
- 2019
  - 2e étape du Tour du Japon

## Classements mondiaux
| Année            | 2015 | 2016 | 2017 | 2018 |
| ---------------- | ---- | ---- | ---- | ---- |
| UCI Oceania Tour | 53e  |      |      | 88e  |
| UCI America Tour |      | 235e |      |      |